# Mấu hăng
Mấu hăng hay còn gọi mấu tràm, móng bò đỏ (danh pháp khoa học: Bauhinia cardinalis) là một loài thực vật có hoa trong họ Đậu. Loài này được Gagnep. miêu tả khoa học đầu tiên.